# Index (personaje)
Index Librorum Prohibitorum (禁書目録 Kinsho Mokuroku?, "Lista de libros prohibidos"), más conocida simplemente como Index (インデックス Indekkusu?), es un personaje ficticio de To Aru Majutsu no Index. Ella es una monja de Necessarius, la división de la Iglesia de Inglaterra que se especializa en magia, quien posee en su mente 103.000 libros mágicos.

## Perfil
Index es una joven con el pelo largo y plateado, la piel muy blanca y grandes ojos verdes. También lleva una túnica blanca con bordados de oro cosidas a cada lado de ella. Ella es a menudo exaltada por cosas que un adulto encontraría mundano y es un poco ignorante y curiosa de la tecnología moderna. Ella es generalmente amable con las personas. Ella puede ser fácilmente irritada de una manera muy infantil. Ella tiene la costumbre de morder a Touma cada vez que se enoja con él. Ella también tiene un gran apetito. Index tiene fuertes sentimientos hacia Touma e incluso confesó su amor después de saber que Touma perdió sus recuerdos por ella, sin embargo, Touma evitó responder cambiando el tema de la charla, ya que no tiene ni idea sobre qué tipo de sentimientos solía tener por Index antes de su pérdida de memoria.

## Antecedentes
Gran parte de su pasado es desconocido. Aunque, Index afirma que ella nació y se crio en la Catedral de San Jorge. No se sabe si “Index” es su nombre real o si es un nombre dado a ella porque tiene dentro de ella los 103.000 libros mágicos. 
Se confirma que Index fue específicamente elegida como el recipiente de los 103.000 libros mágicos porque ella tiene la capacidad de memorizar perfectamente las cosas y también porque ella no se ve afectada por los poderes dañinos de los libros. 
Para evitar que Index traicionara a Necessarius, Laura Stuart, la líder de Necessarius, ideó un plan que consistía en borrar sus memorias una vez al año para que de esta forma no tuviera otra opción que depender de Necessarius. También fue modificada para que no pudiera utilizar magia. Para mantenerla segura, a Index se le asignaban magos para que actuaran como sus guardianes. Sin embargo, a ninguno de los guardianes se les dijo la verdad sobre la pérdida de memoria periódica de Index, en lugar de eso, se les mentía diciendo que si no borraban sus memorias una vez al año, los libros terminarían matando a Index debido al espacio que ocupaban en su cerebro.
Tres años antes del inicio de la serie, su guardián era Aureolus Izzard, un año más tarde, sus guardianes eran Stiyl Magnus y Kanzaki Kaori. La relación de Index con sus guardianes se desconoce debido a su pérdida de memoria periódica, pero se supone que todos ellos cuidaban de ella profundamente.  No obstante, cada vez que sus memorias eran borradas, ella se olvidaba completamente de sus guardianes, lo cual le causaba un gran dolor a éstos.
Index llegó a Japón un año antes del comienzo de la serie, aunque ella ya había perdido su recuerdo antes de la llegada, y de alguna manera despertado en un callejón con el conocimiento menos básico con respecto a su posición en el lado mágico. Esto se hizo como parte del plan de Stiyl y de Kaori para alejar a los magos de ella, ya que Japón es un país con poca historia de magia. Stiyl y Kaori creyeron que era lo mejor si Index se pasaba el año huyendo de magos en lugar de pasar un año con ella como antes, debido a que Stiyl y Kaori pensaba que sería demasiado doloroso para ellos si Index los volvía a olvidar. Index finalmente terminó en Ciudad Academia ya que era perseguida por Stiyl y Kaori, porque era una vez más el tiempo de borrar sus recuerdos. Mientras saltaba de azotea a azotea durante un apagón imprevisto en Ciudad Academia, ella se resbala y cae, aterrizando en el balcón del apartamento de un desafortunado estudiante llamado Touma Kamijou.

## Historia
Luego de que Touma descubriera la verdad sobre la pérdida de memoria de Index, el modo Pluma de Juan se activa para proteger los libros mágicos, destruir a Touma y sus aliados y borrar los recuerdos de Index. Touma empieza una dura batalla contra Index y finalmente consigue cancelar el modo Pluma de Juan con su poder de negación pero en el último momento es alcanzado en la cabeza por un ataque mágico de Index, perdiendo sus recuerdos en el acto. Touma decide no contarle esto a Index para que no se sienta culpable. Después del incidente, los amigos de Index convencen a Necessarius que deje de borrar sus recuerdos y la deje vivir en Ciudad Academia con Touma. Sin embargo, Index continúa siendo miembro de Necessarius y como tal debe continuar realizando misiones para este, con la ayuda de Touma.
A ella se le pide regresar a Inglaterra acompañada de Touma, pero cuando explota la guerra civil su mente es robada por Fiamma de la Derecha, el líder de una organización secreta de la Iglesia Cátolica Romana llamada el Asiento derecho de Dios. Fiamma le dice a Index la verdad: que Touma perdió sus recuerdos por su culpa, lo que la lleva a ella a una depresión y también a Touma por sentirse culpable por haberle mentido. Después de una dura batalla, Touma derrota a Fiamma y se reencuentra con Index (con su mente). Él se disculpa y libera la mente de Index para que vuelva a su cuerpo, después el lugar en donde estaba es destruido, aparentemente matando a Touma. En realidad Touma consigue sobrevivir y se reencuentra con Index en Ciudad Academia.

## Habilidades
Su nombre de maga es Dedicatus545, que significa "Cordero que protege el conocimiento de los fuertes".  En su mente han sido implantados los 103,000 libros mágicos, ya que tiene una memoria fotográfica que le permite recordar todos los momentos de su vida, por lo que es incierto si es verdaderamente humana, porque un solo libro mágico es venenoso para la mente y es más que suficiente para matar a una persona sin la preparación adecuada. Index fue modificada para que no pudiera usar la magia, ya que con su conocimiento sería demasiado peligrosa. En lugar de eso ella solo puede interferir la magia de otros.  Sin embargo, Index tiene el modo Pluma de Juan, una segunda personalidad. Cuando la Pluma de Juan está activada, Index pierde sus emociones y se vuelve capaz de utilizar todos los hechizos de sus 103,000 libros mágicos, con esta magia ella tiene el potencial de convertirse en una "Diosa de la Magia" o "Majin", una maga que posee habilidades semejantes a las de Dios.